# 열우물전통시장

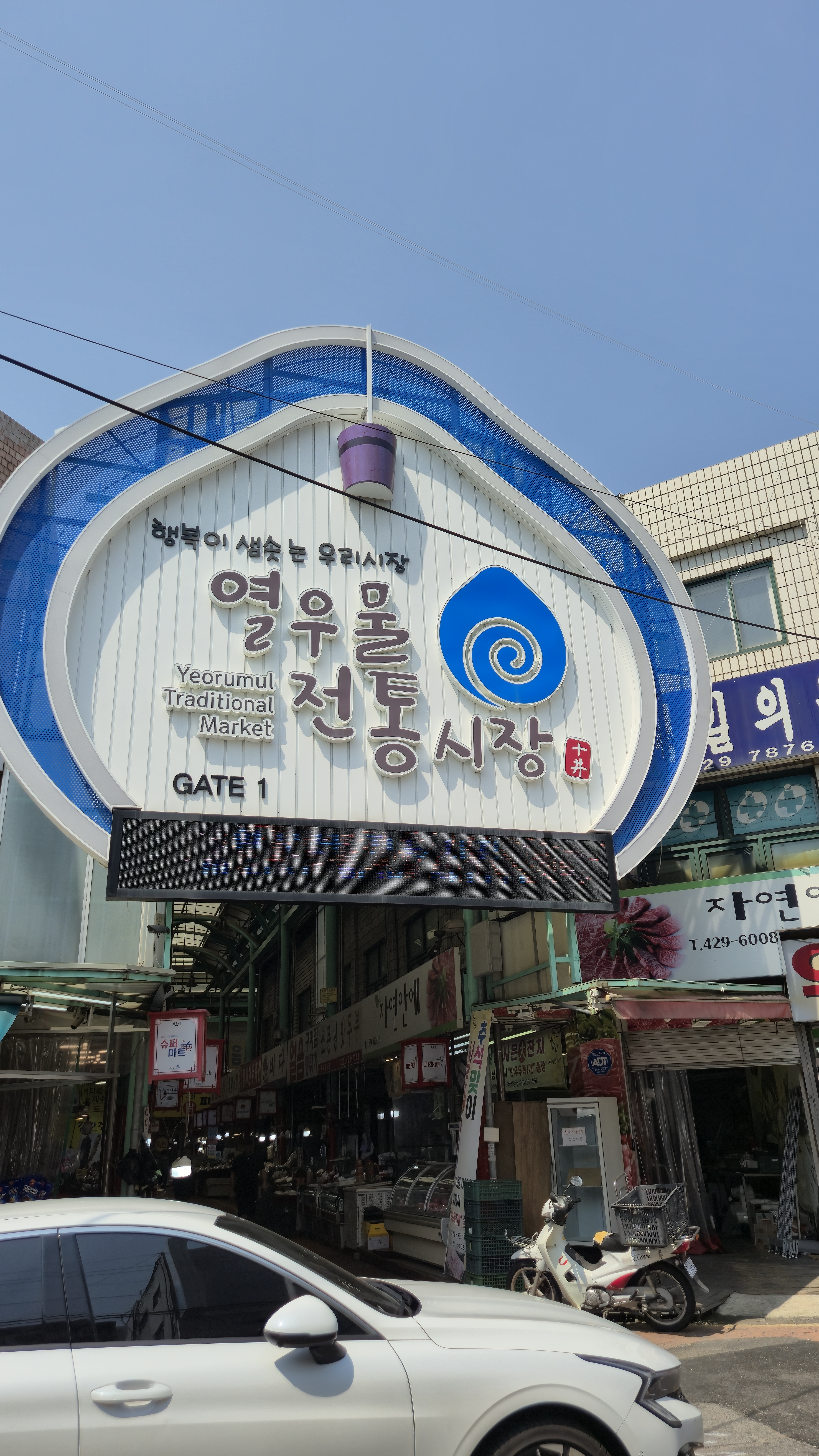
열우물전통시장(부평구 배곶로 63)

열우물전통시장은 인천광역시 부평구 십정동에 위치한 전통시장이다. 부평구와 십정동에서 문화 전통시장으로 발전시키기 위한 노력을 하고 있다. 정육, 양곡, 식품, 상회, 수산, 분식, 먹거리 등 전통시장의 점포들이 배치되어있는 시장이다. 십정동의 중앙의 시가지에 위치하고 있다. 열우물이라는 전통적인 지역의 대표적인 시장이라 볼 수 있다. 배곶로와 배곶남로에 인접해 있다. 진입하려면 배곶남로로 진입하는 것이 좋다.
크기의 경우 남촌동의 농산물도매시장이나 구월동의 (구)농산물도매시장처럼 큰 형태는 아니어도 십정동 내의 장터 역할을 한다. 동암역 기준 도보와 동암역 버스정류장을 통해 시장을 방문하는 인구가 상당수 있다.

## 개요
열우물전통시장은 배곶로의 일자로 뻗은 길과 배곶남로의 가지번호길인 배곧남로21번길의 사이에 주요 점포들이 존재하고, 2~3개의 게이트(입구)를 갖는다. 정문게이트는 배곧로(북부)에 위치해 있고, 남문게이트의 경우 배곧남로21번길에 위치해 있다.
주차할 수 있는 공영주차장의 경우 배곧남로21번길 남문게이트 우측에 존재한다. 약 10대 정도 주차할 수 있는 공영주차장이 있다.
유통 및 수입품목 판매 점포들도 존재한다. 규모면에서는 작을지 몰라도 십정동에서의 상업활동하는 상인들의 중요한 시장이기도 하다. 
인근 주거환경에서 전통시장 수요를 담당하는 과정에 있어서 부평구와 십정동에서 문화관광 장소로 육성하기 위한 과정을 시장 관계자와 함께 협력하며 운영하고 있다.

## 사진

### 입구 및 주차장

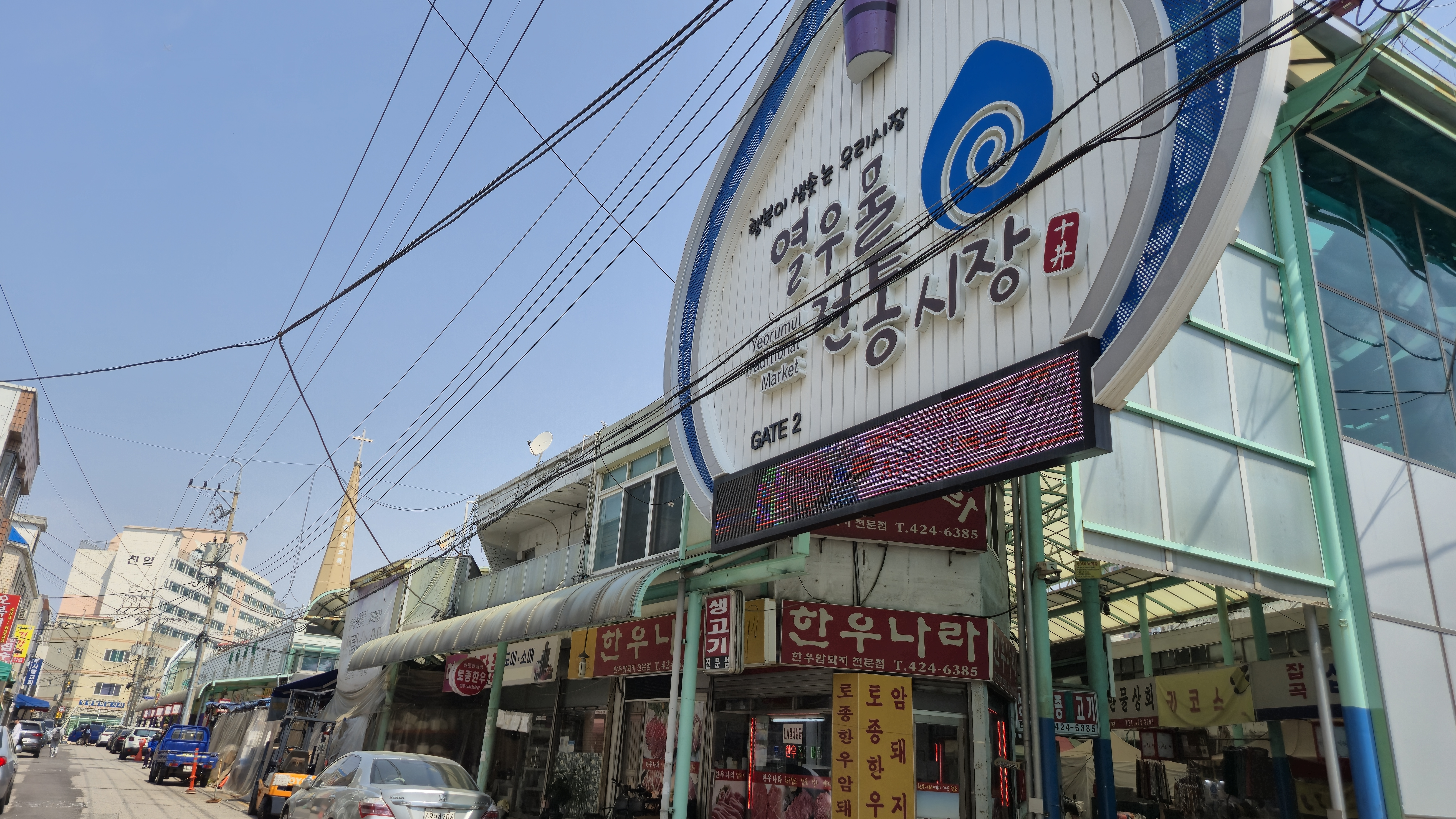
남문 게이트2
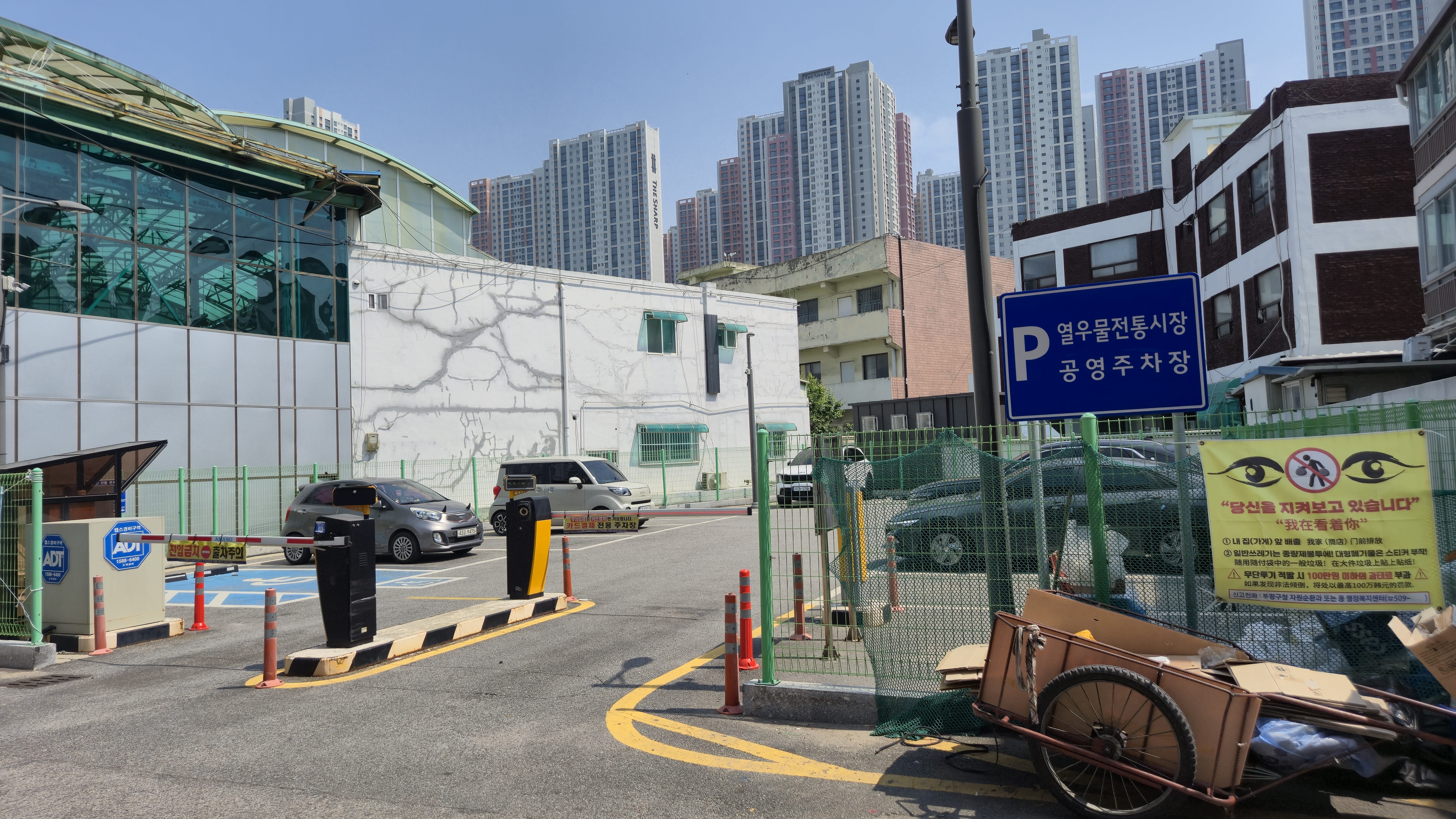
남문측 공영주차장
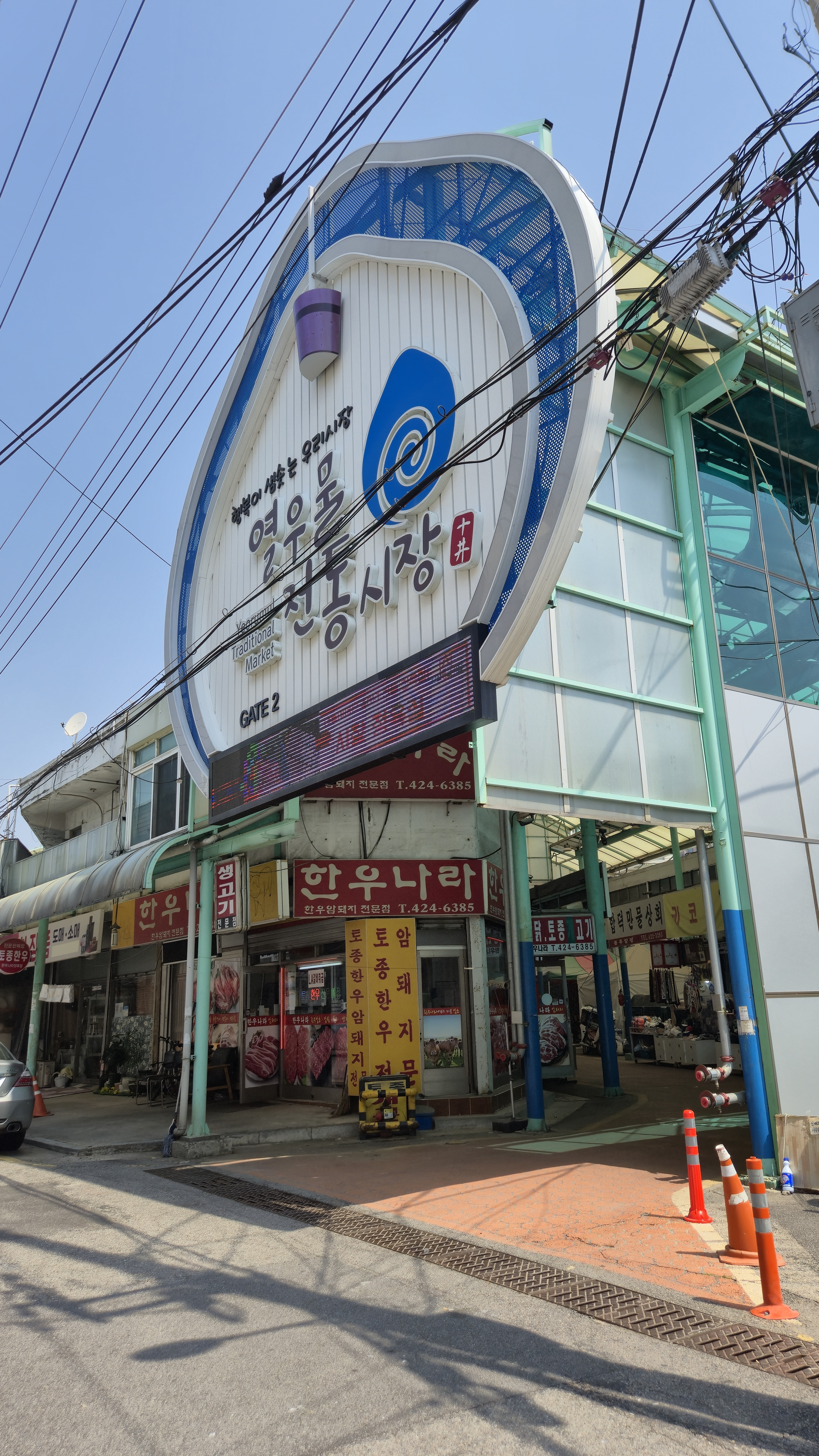
남문 게이트2 입구
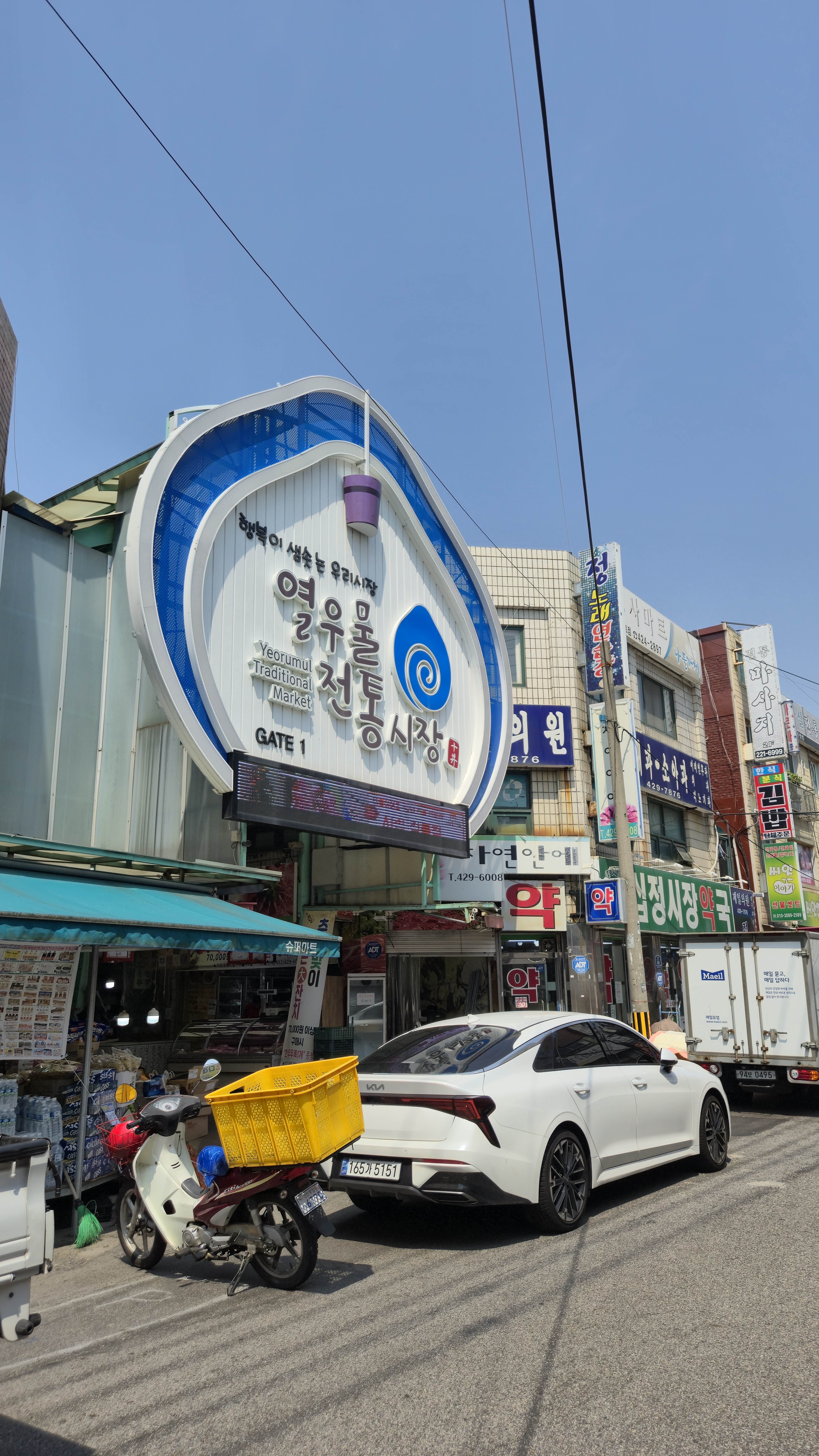
게이트1 정문
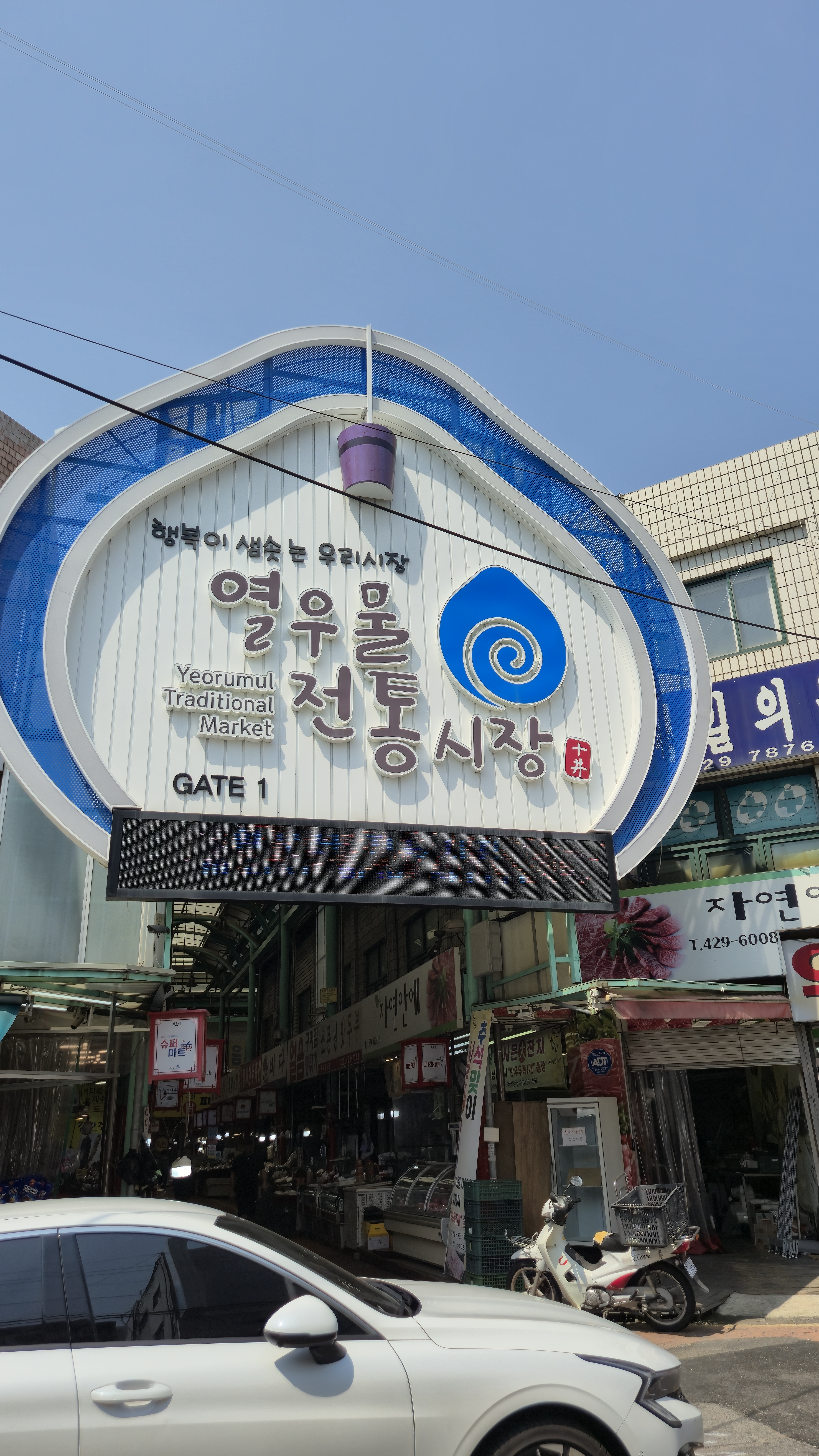
게이트1 정문

## 같이 보기
- 남촌농산물도매시장
- 모래내시장
- 동암역